# Frei Betto
Frei Betto O.P., al secolo Carlos Alberto Libânio Christo (Belo Horizonte, 25 agosto 1944) è un teologo, scrittore e politico brasiliano.
Come scrittore è stato insignito del Premio Jabuti e ha pubblicato più di 50 volumi. Viene considerato uno degli esponenti della Teologia della Liberazione e l'autore del Nuevo Credo (Nuovo Credo).

## Biografia
Frei Betto, assieme al confratello Frei Tito, fu imprigionato e torturato nel 1969 dalla dittatura militare brasiliana per il suo impegno politico. Politicamente si ritiene un socialista cristiano ed è attivo nei programmi contro la fame nel mondo; è un forte sostenitore della politica di Fidel Castro e condivide con il castrismo la critica al capitalismo. È stato assessore del programma Fome Zero (Fame Zero) del primo Governo Lula.
Il 26 gennaio 2006 Frei Betto ha rivendicato la sovranità di Porto Rico insieme a molte figure di spicco della cultura latino americana: Gabriel García Márquez, Mario Benedetti, Ernesto Sabato, Thiago de Mello, Eduardo Galeano ed altri. Frei Betto ha collaborato con la rivista italiana e comboniana Nigrizia fino al mese di dicembre 2009. Dal 2010 ha iniziato a collaborare con la rivista In Dialogo, notiziario della Rete Radiè Resch di Quarrata. Attualmente è la sua unica collaborazione con realtà italiane: la stessa Rete cura e organizza le conferenze di Frei Betto in Italia. Durante la sua presenza in Italia dal 7 al 12 aprile 2014 ha incontrato anche papa Francesco.
Il 16 luglio 2020 ha indirizzato agli amici di ogni nazione una lettera aperta, nella quale ha criticato duramente il presidente brasiliano Jair Bolsonaro per la gestione della pandemia di COVID-19 in Brasile, ritenendo che il presidente abbia rinunciato deliberatamente alla chiusura delle attività economiche non essenziali e al distanziamento sociale che avrebbero contrastato il contagio, definendo «un genocidio» l'effetto delle sue politiche e sollecitando una pressione dall'estero e dagli organismi internazionali per far cessare quello stato di cose.

## Pubblicazioni in Italia
- Battesimo di sangue (Batismo de sangue, 1985), Sperling & Kupfer (Continente desaparecido), 2000, ISBN 9788820028732.
- Hotel Brasil, traduzione di Adelina Aletti, Cavallo di Ferro, 2006  [2006], ISBN 88-7907-011-8.
- Quell'uomo chiamato Gesù, EMI (Il telaio), 2011, ISBN 9788830719668.